# Höle klack
Höle Klack är det högsta berget i Rengsjö socken. Den tillhör byn Nordanhöle och sträcker sig 352 meter över havet. Namnet har berget fått på grund av sin klackliknande form.
Från toppen har man en vid utsikt över Rengsjötrakten och dess kuperade landskap.